# Preußische G 5.2
Die preußische G 5.2 war eine dreifach gekuppelte Güterzuglokomotive mit Verbundtriebwerk, die ab 1896 gebaut wurde. Wie auch bei anderen preußischen Dampflokomotiven wurde der gleiche Typ in Zwillings- G 5.1 und Verbundausführung G 5.2 gebaut. Die Verbundlokomotiven waren sparsamer und leistungsfähiger als die Zwillingsausführungen; sie waren eher für längere Strecken mit wenig Halten geeignet.
Die neu zum Einsatz kommenden Druckluftbremsen machten es möglich, diese Lok auch für Personenzüge einzusetzen, wovon man aufgrund ihres ruhigen Laufes bei den Preußischen Staatseisenbahnen auch oft Gebrauch machte. Zwischen 1896 und 1901 wurden insgesamt 499 Exemplare für Preußen gebaut. Die Reichseisenbahnen in Elsaß-Lothringen erwarb zwischen 1900 und 1908 215 Fahrzeuge (siehe Elsaß-Lothringische G 5).
Von diesen 714 Fahrzeugen nahm die Reichsbahn 1923 noch 302 in ihren Umzeichnungsplan für Dampflokomotiven als 54 201 – 502 auf. Allerdings waren davon 13 Lokomotiven im Ausland verblieben. Im Jahr 1925 erhielten die übrig gebliebenen Lokomotiven die Betriebsnummern 54 201 – 54 386 Davon stammten insgesamt 23 mit den Betriebsnummern 54 324, 54 343 und 344, 54 353 und 54 368 – 386 von den Reichseisenbahnen in Elsaß-Lothringen. Die G 5.2 wurde bis Ende 1931 ausgemustert.
Nach dem Ersten Weltkrieg gelangten 74 Maschinen nach Polen und wurden von den PKP als Ti2 eingereiht.
Im Zweiten Weltkrieg kamen 23 G 5.2 aus Polen als 54 701 – 723 in den Bestand der Reichsbahn. Darunter waren mit den 54 708 – 717 und 54 723 auch ehemalige elsaß-lothringische Maschinen. Nach Ende des Krieges verblieben noch acht Lokomotiven bei den PKP, die bis 1954 ausgemustert wurden.
Die Fahrzeuge waren mit einem Schlepptender der Bauart pr 3 T 12 ausgestattet.